# Pterogorgia laxa
Pterogorgia laxa är en korallart som först beskrevs av Jean-Baptiste Lamarck 1815.  Pterogorgia laxa ingår i släktet Pterogorgia och familjen Gorgoniidae. Inga underarter finns listade i Catalogue of Life.